# 덕문고등학교
덕문고등학교(德文高等學校)는 대한민국 부산광역시 강서구 성북동에 있는 공립 고등학교이다.

## 학교 연혁
- 1947년 10월 5일 : 천가공민중학교 설립 인가
- 1948년 4월 1일 : 천가공민중학교 개교
- 1952년 3월 24일 : 천가고등공민학교로 교명 변경
- 1954년 9월 1일 : 도립 덕문중학교 설립 인가
- 1954년 9월 10일 : 도립 덕문중학교로 개교(개교기념)
- 1974년 3월 7일 : 덕문고등학교 개교(1학급) 고등학교 초대 김병옥 교장 취임
- 1985년 11월 16일 : 학칙 변경, 6학급 인가
- 1989년 1월 1일 : 행정구역 개편으로 부산직할시교육청 관할로 이관
- 1997년 6월 18일 : 기숙사 ‘덕문의 집’ 개관
- 2004년 6월 24일 : 다목적강당 ‘광덕관’ 개관
- 2005년 3월 1일 : 부산광역시교육청지정 교실수업개선 연구학교 운영(~2007. 02. 28)
- 2007년 3월 1일 : 부산광역시교육청지정 평가방법개선 연구학교 운영(~2008. 02. 29)
- 2010년 9월 6일 : 다목적강당 '광덕관'을 '눌원관'으로 개칭
- 2011년 3월 1일 : 부산광역시교육청 지정 학교문화선도 정책 연구학교 운영
- 2015년 3월 1일 : 학교자율체육 정책 연구학교 운영(~2016.02.29)
- 2024년 3월 1일 : 제25대 조민형 교장 취임
- 2025년 1월 8일 : 고등학교 제49회 졸업식(졸업생 39명, 총 누계 2,506명)
- 2025년 3월 4일 : 고등학교 제52회 입학식(남 17명, 여 20명 계 37명)

## 참고 자료
- 덕문고등학교 - 한국교육학술정보원 학교알리미